# Norman Lee
Norman Lee est un réalisateur, scénariste et producteur britannique né le 10 octobre 1898 à Sutton (Royaume-Uni), mort le 2 juin 1964 à Londres (Royaume-Uni).

## Filmographie

### comme réalisateur
- 1929 : The Streets of London
- 1931 : Strip, Strip, Hooray
- 1932 : The Strangler
- 1932 : Money Talks (en)
- 1932 : Josser on the River
- 1932 : Josser Joins the Navy
- 1932 : Josser in the Army
- 1933 : The Pride of the Force
- 1933 : L'Argent par les fenêtres
- 1934 : Spring in the Air
- 1934 : A Political Party
- 1934 : The Outcast
- 1934 : Forgotten Men: The War as It Was
- 1934 : Doctor's Orders
- 1935 : Royal Cavalcade
- 1936 : No Escape
- 1936 : Mother, Don't Rush Me
- 1936 : Happy Days Are Here Again
- 1937 : Saturday Night Revue
- 1937 : Knights for a Day
- 1937 : Kathleen Mavourneen
- 1937 : French Leave (en)
- 1937 : Bulldog Drummond at Bay
- 1938 : Save a Little Sunshine
- 1938 : Mr. Reeder in Room 13
- 1938 : Almost a Honeymoon (en)
- 1939 : Yes, Madam?
- 1939 : Murder in Soho
- 1939 : Wanted by Scotland Yard
- 1939 : Luck of the Navy
- 1940 : Mein Kampf - My Crimes
- 1940 : The Door with Seven Locks
- 1941 : The Farmer's Wife
- 1948 : The Monkey's Paw (en)
- 1949 : The Case of Charles Peace
- 1950 : The Girl Who Couldn't Quite

### comme scénariste
- 1928 : Laquelle des trois ? (The Farmer's Wife) d'Alfred Hitchcock
- 1929 : The Streets of London
- 1929 : The Pride of Donegal
- 1929 : Doing His Duty
- 1931 : Dr. Josser, K.C.
- 1932 : The Strangler
- 1932 : Money Talks (en)
- 1932 : Josser on the River
- 1933 : The Pride of the Force
- 1940 : The Door with Seven Locks
- 1941 : The Farmer's Wife
- 1941 : Spring Meeting
- 1941 : My Wife's Family
- 1941 : South American George
- 1944 : He Snoops to Conquer
- 1945 : I Didn't Do It
- 1946 : This Man Is Mine
- 1948 : The Monkey's Paw (en)
- 1948 : Idol of Paris
- 1949 : The Case of Charles Peace
- 1950 : The Girl Who Couldn't Quite

### comme producteur
- 1931 : Dr. Josser, K.C.
- 1932 : Josser on the River
- 1932 : Josser Joins the Navy